# Justin Gimelstob
Justin Gimelstob (* 26. Januar 1977 in Livingston, New Jersey) ist ein ehemaliger US-amerikanischer Tennisspieler.

## Karriere
1995 machte er einen Abschluss an der Newark Academy, im Jahr darauf wurde er Tennisprofi. Seinen ersten Doppeltitel gewann er 1997 in Newport und im selben Jahr den Hopman Cup an der Seite von Chanda Rubin. An der Seite von Venus Williams gewann er 1998 das Mixed bei den Australian Open und French Open. Mit Platz 63 erzielte er am 9. April 1999 seine höchste Einzelplatzierung. 2006 verlor er das ATP-Finale in Newport gegen Mark Philippoussis.
Seine 13. Teilnahme an den US Open war zugleich seine letzte. Im Oktober 2007 beendete er seine Karriere. 2009 spielte er einmalig an der Seite von Jesse Levine bei den Campbell’s Hall of Fame Tennis Championships in Newport.
Im Juni 2008 sorgte Gimelstob für Negativschlagzeilen, als er im Vorfeld eines Mixed-Showmatches gegen Anna Kurnikowa diese als „Schlampe“ beschimpfte, der er am liebsten „einen Aufschlag mitten in den Bauch hämmern“ wollte, und Spielerinnen wie Nicole Vaidišová, Tatiana Golovin und Alizé Cornet chauvinistisch als „Sexbomben“ bezeichnete, die für die Schule zu dumm wären und über „keine sozialen Fähigkeiten“ verfügten. Gimelstob, der von der WTA mit einer Geldstrafe belegt wurde, bat später um Entschuldigung für seine Entgleisungen.

## Erfolge
| Legende (Anzahl der Siege)        |
| Grand Slam                        |
| Tennis Masters Cup                |
| ATP Masters Series                |
| ATP International Series Gold (2) |
| ATP International Series (11)     |

| Titel nach Belag |
| Hartplatz (8)    |
| Sand (1)         |
| Rasen (3)        |
| Teppich (1)      |

### Einzel

#### Finalteilnahmen
| Nr. | Datum         | Turnier | Belag | Finalgegner        | Ergebnis      |
| --- | ------------- | ------- | ----- | ------------------ | ------------- |
| 1.  | 14. Juli 1996 | Newport | Rasen | Mark Philippoussis | 6:4, 4:6, 4:6 |

### Doppel

#### Turniersiege
| Nr. | Datum              | Turnier         | Belag       | Partner           | Finalgegner                       | Ergebnis        |
| --- | ------------------ | --------------- | ----------- | ----------------- | --------------------------------- | --------------- |
| 1.  | 13. Juli 1997      | Newport         | Rasen       | Brett Steven      | Kent Kinnear Aleksandar Kitinov   | 6:3, 6:4        |
| 2.  | 21. Juni 1998      | Nottingham (1)  | Rasen       | Brian MacPhie     | Daniel Nestor Sébastien Lareau    | 7:5, 6:7, 6:4   |
| 3.  | 7. März 1999       | Scottsdale      | Hartplatz   | Richey Reneberg   | Mark Knowles Sandon Stolle        | 6:4, 6:74, 6:3  |
| 4.  | 2. Mai 1999        | Atlanta         | Sand        | Patrick Galbraith | Todd Woodbridge Mark Woodforde    | 5:7, 7:6, 6:3   |
| 5.  | 20. Juni 1999      | Nottingham (2)  | Rasen       | Patrick Galbraith | Marius Barnard Brent Haygarth     | 5:7, 7:5, 6:3   |
| 6.  | 22. August 1999    | Washington D.C. | Hartplatz   | Sébastien Lareau  | David Adams John-Laffnie de Jager | 7:5, 6:72, 6:3  |
| 7.  | 14. November 1999  | Moskau          | Teppich (i) | Daniel Vacek      | Andrij Medwedjew Marat Safin      | 6:2, 6:1        |
| 8.  | 20. Februar 2000   | Memphis         | Hartplatz   | Sébastien Lareau  | Jim Grabb Richey Reneberg         | 6:2, 6:4        |
| 9.  | 17. September 2000 | Taschkent       | Hartplatz   | Scott Humphries   | Marius Barnard Robbie Koenig      | 6:3, 6:2        |
| 10. | 5. Oktober 2003    | Tokio           | Hartplatz   | Nicolas Kiefer    | Scott Humphries Mark Merklein     | 6:76, 6:3, 7:64 |
| 11. | 19. September 2004 | Peking (1)      | Hartplatz   | Graydon Oliver    | Alex Bogomolow Taylor Dent        | 4:6, 6:4, 7:66  |
| 12. | 3. Oktober 2004    | Bangkok         | Hartplatz   | Graydon Oliver    | Yves Allegro Roger Federer        | 5:7, 6:4, 6:4   |
| 13. | 18. September 2005 | Peking (2)      | Hartplatz   | Nathan Healey     | Dmitri Tursunow Michail Juschny   | 4:6, 6:3, 6:2   |

#### Finalteilnahmen
| Nr. | Datum          | Turnier     | Belag     | Partner          | Finalgegner                       | Ergebnis      |
| --- | -------------- | ----------- | --------- | ---------------- | --------------------------------- | ------------- |
| 1.  | 20. April 1997 | Tokio       | Hartplatz | Patrick Rafter   | Martin Damm Daniel Vacek          | 6:2, 2:6, 6:7 |
| 2.  | 16. April 2000 | Atlanta     | Hartplatz | Mark Knowles     | Ellis Ferreira Rick Leach         | 3:6, 4:6      |
| 3.  | 7. Mai 2000    | Orlando     | Sand      | Sébastien Lareau | Leander Paes Jan Siemerink        | 3:6, 4:6      |
| 4.  | 28. Juli 2002  | Los Angeles | Hartplatz | Michaël Llodra   | Sébastien Grosjean Nicolas Kiefer | 4:6, 4:6      |
| 5.  | 16. Juli 2006  | Newport     | Rasen     | Jeff Coetzee     | Robert Kendrick Jürgen Melzer     | 6:73, 0:6     |